# Кото а Нче
Кото аНче (Кот аНее) (*д/н — бл. 1760) — 14-й н'їм (володар) держави Куба в 1740—1760 роках.

## Життєпис
Посів трон близько 1740 року після смерті другого брата Бушабуш аНче. Розпочав відновлення авторитет та ваги н'їма над підвладними племенами, яку було втрачено за попередників. Протягом декількох років змусив залежних вождів знову підкорити та платити данину.
Здійснив низку походів проти племен нгонго, яких після запеклого спротиву змусив платити данину. За цим здійснив успішні походи проти племен кабамба — групи з народу лулува, що вдерлися до область Пьяанг на південному заході, що був підвладний Кубі. Зрештою змусив супротивника залишити цю область.
Помер близько 1760 року. Йому спадкував брат Міше Пелиенг аНче.